# Jörg Böhler
Jörg Böhler (* 15. Dezember 1917 in Gries bei Bozen (Südtirol); † 11. Dezember 2005 in Wien) war der erste österreichische Facharzt für Unfallchirurgie. Er war der Sohn des österreichischen Chirurgen Lorenz Böhler (1885–1973).
Böhler nahm an zwei Expeditionen des Meeresforschers Hans Hass teil (1939/40 in die Karibik und 1942 nach Griechenland) und spielte in den dort gedrehten Filmen eine Rolle. 1942 wurde er Arzt bei der Luftwaffe. Anfang 1943 überlebte er einen Flugzeugabsturz, wurde dabei aber so schwer verletzt, dass er aus der Wehrmacht entlassen wurde. 
Ab 1951 war Jörg Böhler ärztlicher Leiter des Unfallkrankenhauses der AUVA in Linz. 1971 wechselte er nach Wien. Von 1972 bis 1983 war er Leiter des Lorenz-Böhler-Unfallkrankenhauses in Wien.
Böhler war unter anderem Namensgeber der Radius-Gelenk-Winkel am Handgelenk, die als diagnostisches Kriterium bei den sehr häufigen handgelenksnahen Unterarm-Brüchen wichtig sind.